# 1995 في كرواتيا
فيما يلي قوائم الأحداث التي وقعت خلال عام 1995 في كرواتيا.

## سياسة

### تعيين في المنصب
- 24 نوفمبر – ايفو ساندر رئيس كرواتيا.

## مواليد

### يناير
- 7 يناير – توميسلاف جوميلت لاعب كرة قدم كرواتي.[1]
- 9 يناير – دومينيك ليفاكوفيتش لاعب كرة قدم كرواتي.[2]
- 25 يناير – روبرتو سولديتش

### فبراير
- 25 فبراير – ماريو هزونغا لاعب كرة سلة كرواتي.

### أبريل
- 1 أبريل – باولو مارينلي لاعب كرة سلة كرواتي.
- 6 أبريل – لوكا كابان لاعب كرة قدم كرواتي.[3]

### مايو
- 6 مايو – ماركو بياتسا لاعب كرة قدم كرواتي.[4]

### يونيو
- 22 يونيو – سارا كولاك منافِسة أوليمبية كرواتية.[5]

### يوليو
- 7 يوليو – ستيب باريتشا لاعب كرة قدم كرواتي.[6]
- 19 يوليو – ماركو روغ لاعب كرة قدم كرواتي.[7]

### أغسطس
- 7 أغسطس – انتونيو مانسي لاعب كرة قدم كرواتي.[8]
- 17 أغسطس – توميسلاف جابريتش لاعب كرة سلة كرواتي.

### سبتمبر
- 16 سبتمبر – ريكاردو باجادور لاعب كرة قدم كرواتي.[9]
- 25 سبتمبر – نيكولا جامبور لاعب كرة قدم كرواتي.[10]
- 27 سبتمبر – فران تودور لاعب كرة قدم كرواتي.[11]

### نوفمبر
- 5 نوفمبر – تمارا هوراسيك لاعبة كرة يد فرنسية.
- 28 نوفمبر – تين يدفاي لاعب كرة قدم كرواتي.[12]

## وفيات

### مايو
- 25 مايو – كرشيمير تشوسيتش (مواليد 1948)

### نوفمبر
- 13 نوفمبر – أورلاندو سيرلا (مواليد 1928) لاعب كرة مضرب إيطالي.